# Medicina psicosomática
La medicina psicosomática es un campo médico interdisciplinario que estudia los fenómenos psicosomáticos y las relaciones entre factores sociales, psicológicos, y de comportamiento en los procesos del cuerpo y la calidad de vida de los humanos y animales.
El antecesor académico del campo moderno de medicina del comportamiento y parte de la práctica de la psiquiatría de consulta-enlace, la medicina psicosomática integra evaluación interdisciplinaria y gestión, incluyendo diversas especialidades tales como psiquiatría, psicología, neurología, medicina interna, cirugía, alergología, dermatología y psiconeuroinmunología. Las situaciones clínicas en las que los procesos mentales actúan como un factor importante afectando los resultados médicos son áreas de competencia de la medicina psicosomática.

## Historia
En el mundo medieval islámico Ahmed ibn Sahl al-Balkhi (d. 934) y Haly Abbas (d. 994) psicólogos-médicos desarrollaron una comprensión inicial de las enfermedades que eran producidas por interacciones de la mente y el cuerpo. Ellos se dieron cuenta como la fisiología y psicología de un paciente podían afectarse mutuamente. Ellos descubrieron correlaciones entre pacientes que eran física y mentalmente sanos y entre aquellos que eran física y mentalmente enfermos.
A comienzos del siglo XX Franz Alexander lideró el movimiento que buscaba la interrelación dinámica entre mente y cuerpo. Sigmund Freud tuvo un gran interés en las enfermedades psicosomáticas lo que se refleja en sus cartas con Georg Groddeck quien por esa época, investigaba la posibilidad de tratar ciertos desórdenes físicos mediante procesos psicológicos.
A partir de 1970, gracias al trabajo de Thure von Uexküll y sus colegas en Alemania y otros sitios, la teoría biosemiótica ha sido utilizada como base teórica de la medicina psicosomática. En particular el concepto de umwelt y la teoría del organismo de Jakob von Uexküll han sido considerados útiles para describir los fenómenos psicosomáticos.

## Desórdenes psicosomáticos
Se cree que algunas enfermedades físicas poseen un componente derivado de la tensión producto de la vida cotidiana. Por ejemplo, ello sucede en la lumbalgia y la hipertensión arterial, condiciones donde el estrés parece ser un agravante. Hasta hace poco a la psiquiatría le ha sido difícil distinguir los desórdenes somatomorfos, desórdenes en los cuales los factores mentales son la única causa de la enfermedad física, de los desórdenes psicosomáticos, desórdenes en los cuales los factores mentales tienen un rol significativo en el desarrollo, expresión, o resolución de una enfermedad física.
Por ejemplo, mientras que anteriormente se pensaba que la úlcera péptica era causada únicamente por el estrés, investigaciones posteriores han encontrado que la Helicobacter pylori causaba el 80% de las úlceras. Sin embargo 4 de cada 5 personas colonizadas con Helicobacter pylori no desarrollan úlceras, y un panel de expertos organizado por la Academia de Investigación de Medicina del Comportamiento llegó a la conclusión que las úlceras no son una mera enfermedad infecciosa y que en cambio los factores mentales tienen un rol significativo en su desarrollo. Una explicación podría ser que el estrés debilita al sistema inmune, por lo tanto las tensiones promueven la infección del cuerpo por parte de la Helicobacter pylori.
Aun en la actualidad resulta difícil clasificar a los desórdenes como puramente físicos, psicosomático mixtos, o puramente somatofmorfos. Un ejemplo es el Síndrome del intestino irritable (SII) el cual antiguamente se consideraba tenía causas exclusivamente mentales, sin embargo investigaciones posteriores han encontrado diferencias significativas en el comportamiento del intestino en los pacientes con SII. Por otra parte, no existen cambios estructurales en los pacientes con SII y las investigaciones muestran que el estrés y las emociones son factores significativos en la ocurrencia del SII.
Sin embargo, si bien es necesario identificar si una determinada enfermedad posee una base física, cada vez existe un mayor consenso que el esfuerzo para identificar los desórdenes como puramente físicos o psicosomáticos mixtos está quedando obsoleto ya que casi todas las enfermedades físicas poseen factores mentales que afectan su comienzo, presentación, mantenimiento, susceptibilidad al tratamiento, y resolución.

## Tratamiento
La medicina psicosomática es considerada una especialidad de los campos de la psiquiatría y la neurología. Se utilizan tratamientos médicos y psicoterapia para tratar los desórdenes psicosomáticos.
Uno de los investigadores más reconocidos es el argentino Luis Chiozza.